# Chrysopsinae
Chrysopsinae (лат.) — подсемейство слепней.

## Внешнее строение
Мухи среднего размера от 5 до 15 мм. Глаза у большинства видов ярко окрашены. На концах голеней имеются шпоры. На темени располагается треугольник из трёх простых глазков. Третий членик усиков состоит из пяти сегментов.

## Экология
Самки большинства видов активные кровососы. Личинки развиваются по берегам стоячих водоёмов и медленно текучих водотоков.

## Систематика
В подсемейтве выделяется 3 трибы.
- Триба Bouvieromyiini Séguy, 1930 — 11 родов, около 150 видов
  - Aegophagamyia Austen, 1912[5]
  - Gressittia Philip & Mackerras, 1960[6]
  - Merycomyia Hine, 1912[7]
  - Nagatomyia  Murdoch & Takahashi, 1961[6]
  - Lillaea Walker, 1850[8]
  - Rhigioglossa Wiedemann, 1828[9]
  - Phibalomyia Taylor, 1920[9]
  - Pseudopangonia Ricardo, 1915[9]
  - Pseudotabanus Ricardo, 1915[9]
  - †Sznablomyia Trojan, 2002[10]
  - †Tabanosoma Trojan, 2002[10]
- Триба Chrysopsini Blanchard, 1840 — 7 родов, 338 видов
  - Chrysops Meigen, 1803[6]
  - Melissomorpha Ricardo, 1906[11]
  - Nemorius Rondani, 1856[6]
  - Picromyza Quentini, 1979[5]
  - Silvius Meigen, 1820[6]
  - Surcoufia Kröber, 1922[6]

- Триба Rhinomyzini Enderlein 1922 — 14 родов, 69 видов
  - Alocella  Quentin, 1990[5]
  - Betrequia Oldroyd, 1970[12]
  - Gastroxides Saunders, 1842[13]
  - Jashinea Oldroyd, 1970[5]
  - Mackerrasia Travassos Dias, 1956[5]
  - Oldroydiella Travassos Dias, 1955[5]
  - Orgizomyia Grünberg, 1906[5]
  - Rhinomyza Wiedemann, 1820[13]
  - Seguytabanus Paulian, 1962[5]
  - Sphecodemyia Austen, 1937[5]
  - Tabanocella Bigot, 1856[5]
  - Thaumastocera Grünberg, 1906[5]
  - Thriambeutes Grünberg, 1906[5]